# Jason Fram
Jason Fram (chinesisch 刘·杰, Pinyin Liú Jié; * 23. April 1995 in Vancouver, British Columbia) ist ein kanadischer Eishockeyspieler mit chinesischer Staatsbürgerschaft, der seit Juli 2024 beim italienischen Klub Asiago Hockey aus der ICE Hockey League unter Vertrag steht und dort auf der Position des Verteidigers spielt. Zuvor verbrachte Fram unter anderem fünf Spielzeiten bei Kunlun Red Star in der Kontinentalen Hockey-Liga (KHL).

## Karriere
Fram verbrachte seine Juniorenzeit zwischen 2011 und 2016 bei den Spokane Chiefs in der Western Hockey League (WHL). Für das US-amerikanische Franchise absolvierte der Verteidiger in der kanadischen Juniorenliga in diesem Zeitraum insgesamt fast 350 Partien. Im Verlauf der Saison 2014/15 führte er alle Verteidiger nach Torvorlagen an und wurde zu Beginn seines fünften Jahres in der Liga zum Mannschaftskapitän ernannt. Seine Leistungen im Verlauf der Spielzeit 2015/16 bescherten Fram schließlich einen Platz im Second All-Star Team der Western Conference.
Anschließend wechselte der Abwehrspieler im Oktober 2016 ungedraftet in den Profibereich, wo er einen Vertrag bei den San Jose Barracuda aus der American Hockey League (AHL) erhielt. Für die Barracuda bestritt Fram bis zum Dezember desselben Jahres lediglich zwei Einsätze. Dazu kamen weitere sechs Partien für San Joses Farmteam, die Allen Americans, in der ECHL, ehe er sich dazu entschied, umgehend ein Studium an der University of Alberta zu beginnen. Folglich zog sich der Kanadier zunächst aus dem Profisport zurück. Parallel zu seinem Studium lief er jedoch für die Eishockeymannschaft der Universität auf. Mit den Golden Bears absolvierte er drei erfolgreiche Spielzeiten, deren Höhepunkt der Gewinn des University Cups im Jahr 2018 war. Darüber hinaus erhielt Fram zahlreiche individuelle Auszeichnungen, darunter die zweifache Ernennung zum besten Abwehrspieler im kanadischen College-Eishockey.
Nach Abschluss seiner Studienzeit im Mai 2019 erhielt Fram ein Vertragsangebot des chinesischen Klubs Kunlun Red Star aus der Kontinentalen Hockey-Liga (KHL) mit einer Laufzeit von zunächst zwei Jahren. In seiner ersten Saison kam der Verteidiger auch zu einigen Einsätzen beim Kooperationsteam KRS-BSU Peking in der Wysschaja Hockey-Liga, schaffte aber alsbald den Sprung zum Stammspieler im KHL-Aufgebot. Im Sommer 2021 und 2022 wurde Frams Vertrag vor dem Hintergrund der COVID-19-Pandemie jeweils um ein Jahr verlängert, im Sommer 2023 erfolgte eine weitere – diesmal zweijährige – Verlängerung. Dennoch verließ der Kanadier im Juli 2024 den chinesischen Klub nach fünf Jahren und wechselte zum italienischen Vertreter Asiago Hockey aus der ICE Hockey League.

### International
Im Februar 2022 lief Fram unter dem Namen Liu Jie für die chinesische Nationalmannschaft bei den Olympischen Winterspielen in Peking auf. Ebenso spielte der Verteidiger bei der Weltmeisterschaft der Division IIA 2022, bei der die chinesische Mannschaft souverän den Aufstieg in die Division IB schaffte. In der Folge stand Fram im Aufgebot bei der Weltmeisterschaft der Division IB 2023.

## Erfolge und Auszeichnungen
| - 2016 WHL West Second All-Star Team - 2018 University-Cup-Gewinn mit der University of Alberta - 2018 U Sports West Most Outstanding Defenceman (Mervyn Dutton Trophy) - 2018 U Sports Defenceman of the Year - 2018 U Sports West First All-Star Team - 2018 U Sports First All-Canadian Team | - 2019 U Sports West Most Outstanding Defenceman (Mervyn Dutton Trophy) - 2019 U Sports Defenceman of the Year - 2019 U Sports West First All-Star Team - 2019 U Sports First All-Canadian Team - 2019 University Cup All-Star Team |

### International
- 2022 Aufstieg in die Division IB bei der Weltmeisterschaft der Division IIA

## Karrierestatistik
Stand: Ende der Saison 2024/25

### International
Vertrat die Volksrepublik China bei:
- Olympischen Winterspielen 2022
- Weltmeisterschaft der Division IIA 2022
- Weltmeisterschaft der Division IB 2023

(Legende zur Spielerstatistik: Sp oder GP = absolvierte Spiele; T oder G = erzielte Tore; V oder A = erzielte Assists; Pkt oder Pts = erzielte Scorerpunkte; SM oder PIM = erhaltene Strafminuten; +/− = Plus/Minus-Bilanz; PP = erzielte Überzahltore; SH = erzielte Unterzahltore; GW = erzielte Siegtore; 1 Play-downs/Relegation; Kursiv: Statistik nicht vollständig)